# 録音再生機器
録音再生機器（ろくおんさいせいきき）は、音声を記録媒体＝メディアに録音し、またその音声を再生するための音響機器である。
録音機能だけの機器は「レコーダー」、再生機能だけの機器は「プレーヤー」と呼ばれることが多いが、一般に民生分野の機器には、録音機能も再生機能も備わっており、「レコーダー」という名称で販売される。
音をアナログ信号のまま記録再生するアナログ録音再生機器と、音をデジタル信号に変換（AD変換）して録音し、再びアナログ信号に変換（DA変換）して再生するデジタル録音再生機器とがある。

## 録音再生機器の一覧
録音再生機器には、メディア別に以下のようなものがある。
- 蓄音機 (ダイレクトカッティング)
  - 蝋管式蓄音機
  - レコード録音再生機
    - アセテート盤レコーダー
    - バイナルレコーダー
- 光学録音
- 鋼線式磁気録音機（ワイヤーレコーダー）
- テープレコーダー
  - オープンリール・テープレコーダー
    -  オープンリールMTR

  - 8トラック・テープレコーダー
  - コンパクトカセット・テープレコーダー（カセットテープレコーダー）
    -  カセット式MTR

  - エルカセット・テープレコーダー
  - マイクロカセット・テープレコーダー
  - デジタルオーディオテープ (DAT) レコーダー
  - デジタルコンパクトカセット (DCC) レコーダー
  - デジタルマイクロカセット (NT) レコーダー
- ミニディスク (MD) レコーダー
  - MDLP
  - Hi-MD
- コンパクトディスク (CD) レコーダー
  - CD-R
  - CD-RW
- ハードディスクドライブ（HDD）
- フラッシュメモリ
  - ICレコーダー
    - リニアPCMレコーダー

  - デジタルオーディオプレーヤーの録音機能
- デジタルオーディオワークステーション (DAW)